# 348407 Patkosandras
348407 Patkosandras este o planetă minoră (asteroid) din centura de asteroizi. A fost descoperită pe 12 mai 2005 la Piszkéstetői Obszervatórium⁠(d) de Krisztián Sárneczky⁠(d) și a fost numită după Patkós András⁠(d). 
Obiectul prezintă o orbită caracterizată de o semiaxă mare de 1,9254876087253 UAi, o excentricitate de 0,09, o înclinație de 22,6 ° în raport cu ecliptica.